# Sidi Ahmed El Khadir
Sidi Ahmed El Khadir (àrab سيدي أحمد الخدير) és una comuna rural de la província de Settat de la regió de Casablanca-Settat. Segons el cens de 2014 tenia una població total de 9.687 persones.